# Passalozetes imperfectus
Passalozetes imperfectus är en kvalsterart som beskrevs av Pérez-Íñigo jr. 1991. Passalozetes imperfectus ingår i släktet Passalozetes och familjen Passalozetidae. Inga underarter finns listade i Catalogue of Life.